# Xylotrechus hovorei
Xylotrechus hovorei är en skalbagge som beskrevs 2007 av Ian Swift. Arten ingår i släktet Xylotrechus och familjen långhorningar. Arten förekommer i USA och inga underarter finns listade i Catalogue of Life.